# Cannelle de Chine
Pour les articles homonymes, voir Cannelle (homonymie) et Casse.

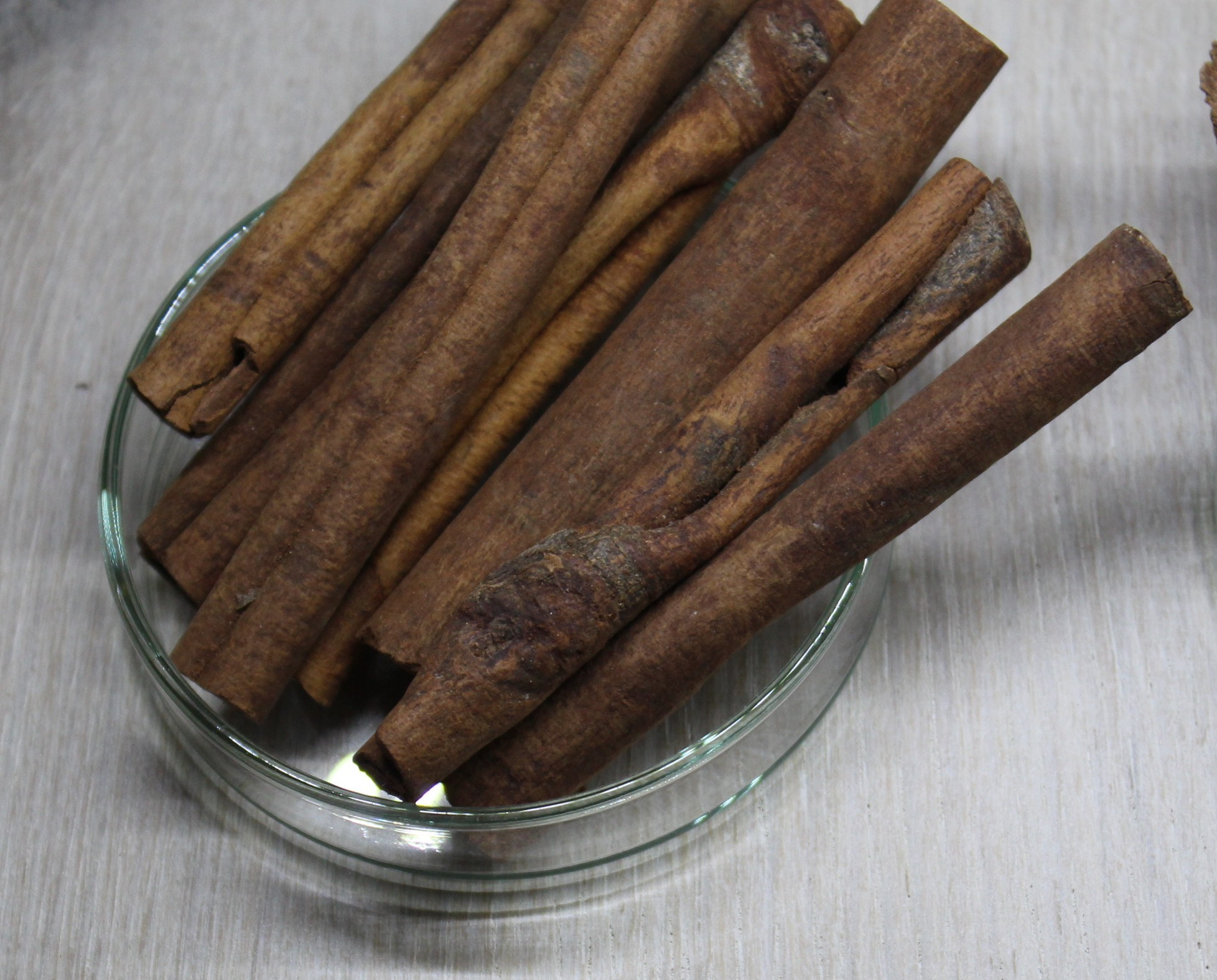
Cannelle de Chine.

La cannelle de Chine ou casse (Cinnamomum cassia) est une épice proche de la cannelle de Ceylan mais plus piquante, plus âpre et moins coûteuse. Elle est, après la cannelle de Padang, la deuxième cannelle la plus produite dans le monde. C'est elle qui est vendue le plus souvent sous le nom de « cannelle »,,. Elle est tirée de l'écorce du cannelier de Chine (Cinnamomum cassia).

## Utilisation
Elle est aussi utilisée pour le chai djiboutien et dans les pays de l'Afrique de l'Est ainsi que dans certains mélanges d'épices. Elle est également très présente dans la cuisine péruvienne comme dans l'aeropuerto.

## Toxicité
La cannelle de Chine est plus riche que la cannelle en coumarine (0,45 %) et en aldéhyde cinnamique (2,56 %). La dose journalière tolérable (DJT) fixée par l'Autorité européenne de sécurité des aliments est de 0,1 mg de coumarine par kilogramme de masse corporelle.
| Comparaison de la cannelle de Ceylan et de la cannelle de Chine | Comparaison de la cannelle de Ceylan et de la cannelle de Chine | Comparaison de la cannelle de Ceylan et de la cannelle de Chine |
|                                                                 | Cinnamomum verum                                                | Cinnamomum cassia                                               |
| --------------------------------------------------------------- | --------------------------------------------------------------- | --------------------------------------------------------------- |
| Milligrammes de coumarine par gramme de cannelle                | moins de 0,10 mg/g                                              | 0,10 mg – 12,18 mg/g                                            |
| DJT de cannelle pour une masse corporelle de 50 kg              | plus de 50 g                                                    | 0,4 g – 50 g                                                    |